# Guerra entre los Æsir y los Vanir

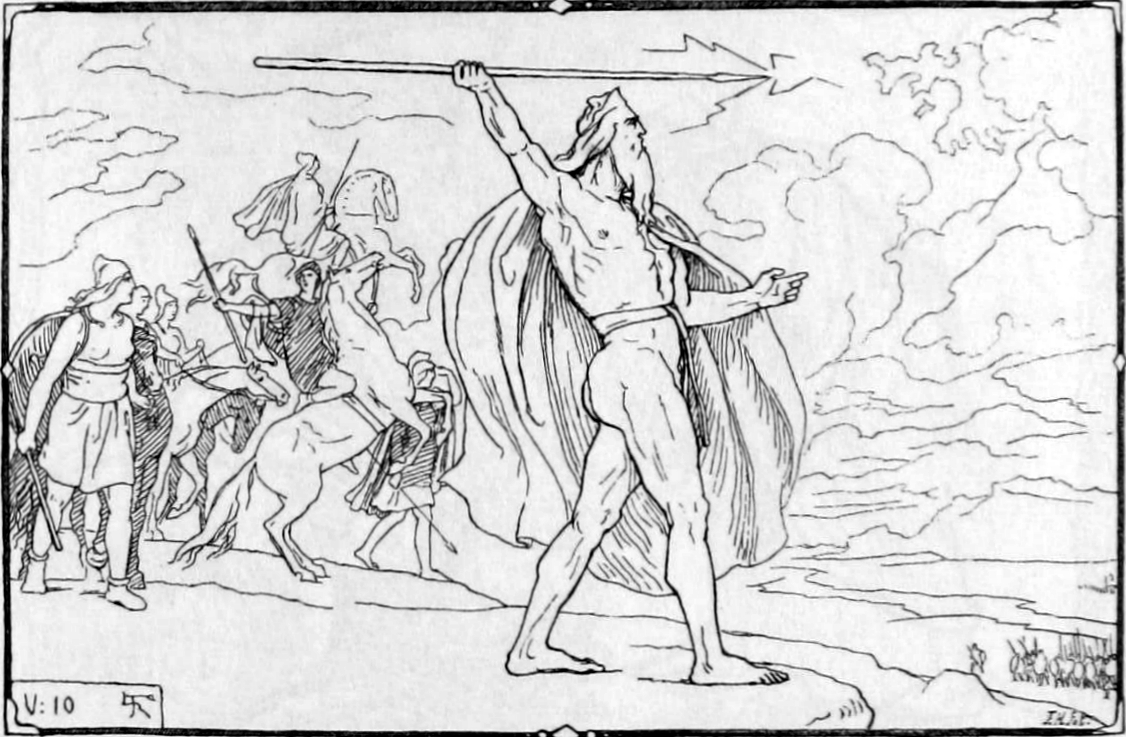
Odín arroja su lanza sobre una multitud Vanir. Ilustración de Lorenz Frølich (1895).

En la mitología nórdica, la Guerra entre los Æsir y los Vanir fue el conflicto que tuvo lugar entre estos dos grupos de dioses. La guerra culminó con la unificación de las dos tribus de dioses. Fue un acontecimiento importante en el canon y sus consecuencias y la potencial historicidad en torno a los relatos de la guerra son un tema de amplio debate y discurso académico.
Información fragmentada sobre esta guerra aparece en algunas fuentes supervivientes. Así, la guerra es descrita en Völuspá, un poema recogido en la Edda poética en el siglo XIII de fuentes tradicionales más tempranas, en el libro «Skáldskaparmál» de la Edda prosaica, escrito en torno a 1220 por Snorri Sturluson, y en una forma evemerista en la Saga de los Ynglings, primera parte de la Heimskringla, también escrita por el poeta e historiador islandés Snorri Sturluson en el siglo XIII.

## Testimonios
Los siguientes testimonios proveen información sobre la guerra:

### Edda poética

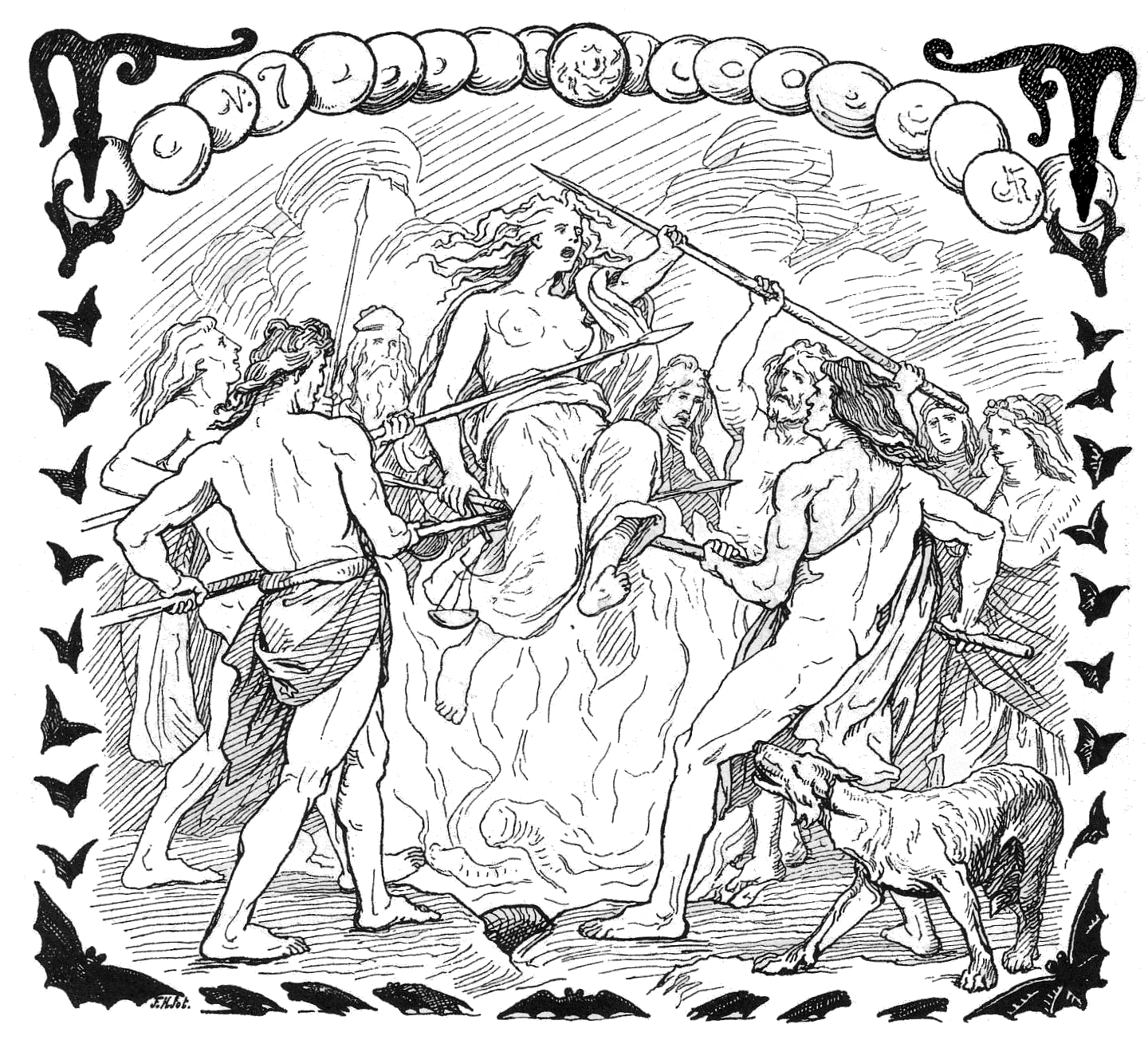
La diosa Gullveig es ejecutada. Ilustración de Lorenz Frølich (1895).

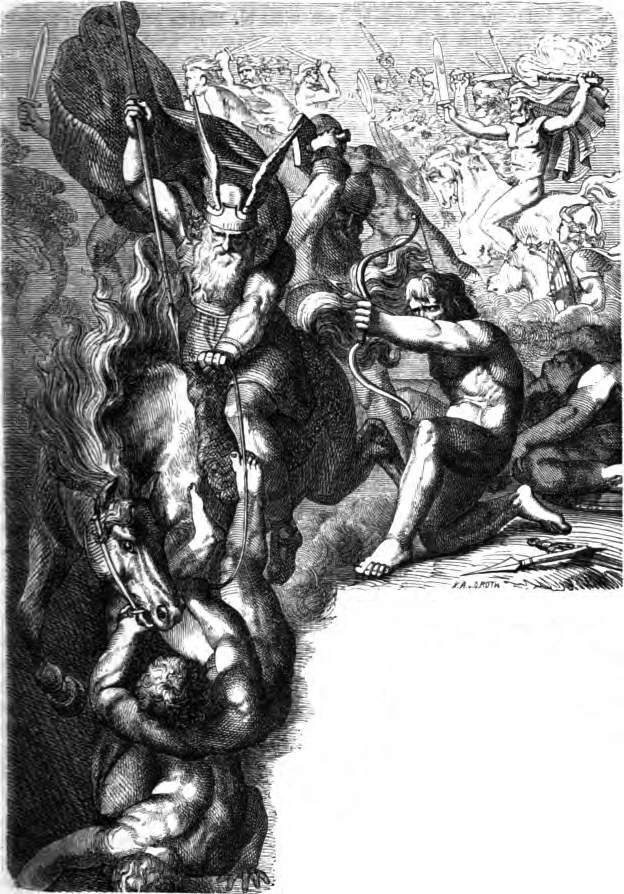
"Los Æsir contra los Vanir" (1882) por Karl Ehrenberg.

En dos estrofas del Völuspá, la guerra es relatada por una völva (quien se refiere a sí misma en tercera persona), mientras el dios Odín la cuestiona. En la primera de las dos estrofas, la völva dice que recuerda la primera guerra en el mundo, cuando la diosa Vanir Gullveig fue atravesada con lanzas y, luego, quemada tres veces en uno de los salones de Odín, pero que Gullveig renació las tres ocasiones. En la siguiente estrofa, la völva sostiene que Gullveig renacida del fuego fue llamada Heiðr (que significa "la Brillante", también sería pertinente el adjetivo "Reluciente" o el sustantivo "Honor") cada vez que regresaba a casa, que era sabia y lanzaba hechizos. La diosa Gullweig/Heiðr practicaba un tipo de hechicería (Seidr) donde podía, como cuando estaba en trance, y fue "siempre la favorita de las mujeres malvadas."
Los Vanir demandaron una reparación de los Æsir por la tortura de Gullveig: los Vanir querían tener el mismo estatus y privilegio que los Æsir. Así, en una estrofa posterior, la völva le dice a Odín que todos los poderes fueron a los sitios del juicio y discutieron si los Æsir debían pagar una multa o si, en su lugar, todos los dioses debían tener tributos. Al final, los Æsir se negaron y rompieron las conversaciones, por lo que estalló una guerra entre las dos tribus. Más adelante en el poema, una estrofa proporciona el último de los relatos de la völva sobre los eventos que rodearon a la guerra. Afirma:

Odín arrojó una lanza, la tiró sobre la multitud;
que seguía siendo la primera guerra en el mundo,
el muro de defensa del bastión de los Æsir fue roto;
los Vanir, indomables, estaban pisoteando la llanura.

John Lindow sostiene que las estrofas son muy imprecisas y que tiene un problema en particular al traducir la segunda mitad de la estrofa 23; sin embargo, afirma que las estrofas parecen transmitir información sobre una batalla precipitada por la entrada de Gullveig/Heiðr entre los Æsir, dado que no habían sido capaces de matarla y que aquella practicaba un tipo antiguo de magia, Seid. Lindow postula que la estrofa 23 parece referirse a una incapacidad de alcanzar una tregua durante la guerra y que, de ser así, el poema fluye hasta bien entrada la guerra descrita en la estrofa 24, aunque esta formulación en la estrofa 23 también podría indicar un movimiento hacia una comunidad en la que participarían tanto los Æsir como los Vanir.

### Edda prosaica
En el libro Skáldskaparmál (capítulo 57) de la Edda prosaica, el dios Bragi explica el origen de la poesía. Bragi dice que se originó en la guerra entre los Æsir y los Vanir, durante la conferencia de paz donde tanto los Æsir como los Vanir establecieron una tregua al escupir en una tina. Cuando se marcharon, los dioses decidieron que no debía ser derramada, sino que debía ser mantenida como un símbolo de su paz y, así, de su contenido (la saliva de los dioses) hicieron un hombre, Kvasir, quien fue más tarde asesinado y de su sangre mezclada con miel se hizo la hidromiel que inspiraba a los poetas.

### Heimskringla
En el capítulo 4 de Heimskringla, Snorri Sturluson presenta un relato de forma evemerista de la guerra. Sostiene que Odín llevó un gran ejército de Asia (Ásaland) para atacar al pueblo de Vanaland; sin embargo, según Sturluson, el pueblo de Vanaland estaba bien preparado para la invasión y defendió su territorio tan bien que la victoria estuvo a disposición de ambos bandos y ambas partes produjeron inmenso daño y devastaron las tierras de unos y otros.
Sturluson afirma que los dos bandos finalmente se cansaron de luchar y acordaron reunirse para establecer una tregua. Ambas partes lo hicieron e intercambiaron rehenes. Vanaland habría enviado a Ásaland a su mejor hombre: Njörðr, descrito como rico, y a su hijo Freyr a cambio de Hœnir de Ásaland, descrito como grande, guapo y, según el pueblo de Vanaland, adecuado para ser un jefe. Además, Ásaland envió a Mímir, un hombre de gran entendimiento, a cambio de Kvasir, a quien Sturluson describe como el hombre más sabio de Vanaland.

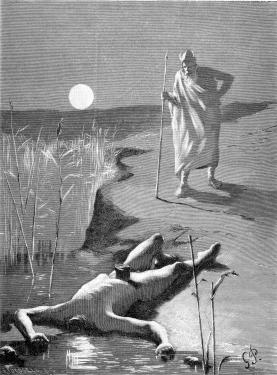
Odín encuentra el cuerpo de Mímir decapitado. Ilustración de Georg Pauli (1893).

Sturluson continúa su relato con la llegada a Vanaland de los rehenes. Hœnir fue nombrado inmediatamente jefe y Mímir a menudo le daba buenos consejos; sin embargo, cuando Hœnir estaba en reuniones y en el Thing sin Mímir a su lado, siempre respondía de la misma manera: «Dejen que otros decidan». Posteriormente, los habitantes de Vanaland sospecharon que habían sido engañados en el intercambio con los pobladores de Ásaland, por lo que capturaron a Mímir, lo decapitaron y enviaron su cabeza a Ásaland. Odín tomó la cabeza de Mímir, la embalsamó con hierbas para que no se pudriera y conjuró sobre ella, con lo cual le dio el poder de hablarle y revelarle secretos.
Según Snorri Sturluson, Odín entonces nombró a Njörðr y Freyr para que se convirtieran en sacerdotes de costumbres de sacrificios y se volvieron Diar (Dioses) del pueblo de Ásaland. Freyja, hija de Njörðr, fue la sacerdotisa de estos sacrificios y es descrita como quien introdujo el seid en Ásaland.

## Teorías
Varias teorías rodean la Guerra entre los Æsir y los Vanir:

### Base proto-indoeuropea
Como los Vanir han sido a menudo considerados dioses de la fertilidad, la Guerra entre los Æsir y los Vanir ha sido propuesta como un reflejo de la invasión de los cultos locales de fertilidad en algún lugar de las regiones habitadas por los pueblos germánicos por un culto más agresivo y propenso a la guerra. Esta ha sido presentada como una analogía de la invasión de los pueblos indoeuropeos.
Georges Dumézil sostiene que la guerra no debe ser necesariamente entendida en términos históricos más que cualquier otro mito, debido a que está situada antes de la emigración desde el Medio Oriente y afirma que los relatos están más centrados en la tregua que en los detalles relativos a las batallas.
Diversos académicos han citado paralelismos entre la Guerra entre los Æsir y los Vanir con el Rapto de las sabinas de la mitología romana y con el Mahábharata de la mitología hindú, proveyendo apoyo a una «guerra de las sociedades» proto-indoeuropeas. Para explicar estos paralelos, J. P. Mallory afirma:

Básicamente, los paralelos conciernen a la presencia de representantes de la primera (mágico-jurídica) y de la segunda clase (guerrera) [de una sociedad] en el bando victorioso de una guerra que, finalmente, somete e incorpora a personajes de una tercera clase; por ejemplo, las mujeres sabinas o los dioses Vanir nórdicos. De hecho, la propia Ilíada ha sido examinada bajo la misma perspectiva. Entonces, la estructura final del mito es que la sociedad proto-indoeuropea de tres partes [o clases] se fusionó sólo después de una guerra entre la primera y segunda contra la tercera.

### Otros
Varios académicos consideran equivalentes las figuras de las diosas Gullveig/Heiðr y Freyja. Estas conclusiones han sido alcanzadas por medio de comparaciones entre el uso de Seid por la figura de Gullveig/Heiðr en Völuspá y la mención de Freyja realizando seid en los Æsir desde los Vanir en Heimskringla. Esto, a veces, es interpretado como que la corrupción ejercida por los Vanir sobre los Æsir llevó a la Guerra entre ambos bandos de dioses.
Lindow afirma que incluso si las dos diosas (Gullweig y Freyja) no fueran idénticas, los variados relatos de la guerra parecen compartir la idea de una entrada disruptiva de personas en un pueblo. Lindow compara la aparición de Gullveig/Heiðr entre los Æsir con la disrupción de Hœnir y Mímir entre los Vanir en Heimskringla. Por último, Lindow destaca que los tres relatos comparten la noción de adquisición de herramientas para la conquista de la sabiduría; la práctica de seid en dos relatos y la cabeza de Mímir en el otro.